# Полярная звезда (военная база)
«Поля́рная звезда́» — российская военная база на острове Врангеля в Северном Ледовитом океане между Восточно-Сибирским и Чукотским морями. Открыта в 2014 году. Находится в посёлке Ушаковское, не имеющем постоянного населения.

## Описание
Военная база «Полярная звезда» входит в состав арктической группировки Восточного военного округа. При виде сверху комплекс базы имеет форму звезды, чем и обусловлено его название.
Сборка и монтаж блок-модулей, административно-жилого комплекса, входящего в состав военного городка был завершён в 2014 году. Административно-жилищный комплекс состоит из двух 34-модульных административно-жилищных комплексов. Спроектированные в форме звезды строения позволяют военнослужащим свободно перемещаться внутри сооружения, максимально ограничив нахождение на открытом воздухе в условиях низких температур.
Административно-жилищный комплекс включает жилые, хозяйственные и административные блоки. Предусмотрены комната для занятий спортом, сауна и кабинет психологической разгрузки.
На острове развёрнуты радиолокационные посты и пункты наведения авиации.
В 20 метрах от военного городка построена часовня. Она установлена на сваях и возвышается на 1,5 метра над поверхностью земли (конструкция фундамента выбрана в связи с особенностями строительства в зоне вечной мерзлоты). Высота самого строения составляет около 6 метров. Часовня построена из материалов, которые доставлены на остров судами сторонних организаций. Общий срок строительства часовни занял 14 дней. Все работы велись со строгим соблюдением православных канонов.
До 1992 года на острове Врангеля размещались радиолокационные части, части ПВО и запасной аэродром, но после распада СССР были ликвидированы.